# Sowa, córka piekarza
Sowa, córka piekarza (1968) – ostatnia wydana za życia powieść Marka Hłaski, nawiązująca do czasów stalinizmu w Polsce. Pierwotnie miała nosić tytuł: „Pójdź za nim przez dolinę” (cytat z Biblii, tak brzmi też tytuł w wydaniu niemieckim). 
Pisarz pracował nad tym utworem parę lat, wielokrotnie go przerabiając i dopracowując. Pomimo ogromu pracy włożonego w jego napisanie, wysiłków i nerwów zaangażowanych w wydanie, przez długie lata był prawie nieznany, był utworem-legendą. Nakład pierwszego wydania był niewielki, do Polski dotarło zaledwie kilka egzemplarzy. Na emigracji książka nie wywołała tak żywego oddźwięku, jak poprzednie utwory Hłaski. Powieść spotkała się z różnorodnymi reakcjami i opiniami. Są krytycy, którzy uważają ją za najlepszą książkę Hłaski, za początek nowego stylu jego pisarstwa. Jest ona swoistym powrotem do dzieciństwa i młodości, do Polski, do Wrocławia, a jednocześnie podsumowaniem doświadczeń pisarza.
Jest to opowieść o pisarzu, który po wydaleniu z redakcji wraca do Wrocławia, gdzie po wojnie mieszkał z Wujem Józefem i swoją ciotką. Poznaje kobietę, której mąż został aresztowany za służbę w RAF. Ponieważ jest do niego bliźniaczo podobny, zaczyna odgrywać jego rolę. 